# Jimmy Jones (baloncestista)
James "Jimmy" Jones (Tallulah, Luisiana, 4 de enero de 1945) es un exjugador de baloncesto estadounidense que disputó 7 temporadas en la ABA y 3 más en la NBA. Con 1,93 metros de altura, lo hacía en la posición de base.

## Trayectoria deportiva

### Universidad
Jugó durante cuatro temporadas con los Tigers de la Universidad Estatal de Grambling, en las que promedió 20,3 puntos y 8,1 rebotes por partido.

### Profesional
Fue elegido en la decimotercera posición del Draft de la NBA de 1967 por Baltimore Bullets, y también en la primera ronda del draft de la ABA por New Orleans Buccaneers, optando por esta segunda opción. Su acceso a la titularidad fue inminente, de hecho fue el jugador de toda la liga que más minutos disutó a lo largo de la temporada, 41,7 por partido. Acabó el año promediando 18,8 puntos y 5,7 rebotes por partido, que le sirvieron para ser elegido en el Mejor quinteto de rookies de la ABA.
Al año siguiente jugaría sin duda su mejor temporada como profesional. Promedió 26,6 puntos, 5,7 rebotes y 5,7 asistencias por partido, quedando como el jugador con mejor porcentaje de tiros de campo y el segundo máximo anotador de la liga, solo por detrás de Larry Jones, convirtiéndose en el segundo jugador en la historia de la ABA en sobrepasar los 2000 puntos en una temporada.
La temporada siguiente los Buccaneers se trasladan a Memphis, convirtiéndose en los Memphis Pros. Allí jugó únicamente un año, siendo el segundo mejor anotador del equipo tras Steve Jones, promediando 19,6 puntos por partido. Al año siguiente se convierte en agente libre, fichando por los Utah Stars, donde consigue un suculento contrato multianual. Allí jugaría durante tres temporadas, siendo titular indiscutible, pero su aportación bajó con respecto a años anteriores. En 1974 consiguió entrar en el cuadro de honor de la liga, al liderar la clasificación de tiros libres, con un 88,4% de efectividad.
Antes del comienzo de la temporada 1974-75 decide cambiar de aires, fichando por los Washington Bullets de la NBA. Dejó la liga tricolor después de haber sido elegido en el Mejor quinteto de la ABA en tres ocasiones y haber sido All-Star en otras 6. Por vez primera, se ve relegado al banquillo, y sus estadísticas lo notan. En su primer año en la NBA, se quedó con 7,1 puntos y 2,2 asistencias por noche. Jugó una temporada completa más con los Bullets, y tras tres partidos en la temporada 1976-77 ve rescindido su contrato, retirándose definitivamente del baloncesto.

## Estadísticas de su carrera en la ABA y la NBA

### Temporada regular
| Temporada | Edad | Equipo                 | Liga  | P   | TIT | MIN  | TC  | TCA  | %TC  | 3P  | 3PA | %3P  | TL  | TLA | %TL  | R.OF. | R.DEF. | REB | ASIS | ROB | TAP | PER | FP  | PTS  |
| 1967-68   | 23   | New Orleans Buccaneers | ABA   | 78  |     | 41.7 | 7.1 | 15.1 | .467 | 0.0 | 0.1 | .222 | 4.6 | 6.5 | .709 |       |        | 5.7 | 2.3  |     |     | 3.1 | 3.1 | 18.8 |
| 1968-69   | 24   | New Orleans Buccaneers | ABA   | 77  |     | 41.4 | 9.9 | 18.6 | .535 | 0.0 | 0.1 | .143 | 6.8 | 8.4 | .805 | 1.8   | 3.9    | 5.7 | 5.7  |     |     | 2.6 | 2.9 | 26.6 |
| 1969-70   | 25   | New Orleans Buccaneers | ABA   | 70  |     | 35.9 | 7.6 | 15.3 | .497 | 0.0 | 0.1 | .222 | 5.4 | 6.7 | .810 | 1.2   | 3.3    | 4.5 | 4.9  |     |     | 3.9 | 3.4 | 20.7 |
| 1970-71   | 26   | Memphis Pros           | ABA   | 80  |     | 37.6 | 7.4 | 15.3 | .486 | 0.1 | 0.1 | .571 | 4.7 | 6.0 | .778 | 1.5   | 3.3    | 4.8 | 5.9  |     |     | 3.7 | 3.0 | 19.6 |
| 1971-72   | 27   | Utah Stars             | ABA   | 78  |     | 37.2 | 5.9 | 11.6 | .512 | 0.0 | 0.1 | .167 | 3.6 | 4.6 | .779 | 1.2   | 3.7    | 4.8 | 6.2  |     |     | 3.5 | 3.2 | 15.5 |
| 1972-73   | 28   | Utah Stars             | ABA   | 80  |     | 35.6 | 6.2 | 11.9 | .523 | 0.0 | 0.0 | .000 | 4.3 | 5.4 | .799 | 0.9   | 3.3    | 4.2 | 5.6  |     |     | 3.3 | 3.4 | 16.7 |
| 1973-74   | 29   | Utah Stars             | ABA   | 83  |     | 38.1 | 7.0 | 12.8 | .550 | 0.0 | 0.0 | .000 | 2.8 | 3.1 | .884 | 1.2   | 3.1    | 4.3 | 5.2  | 1.9 | 0.4 | 2.9 | 2.5 | 16.8 |
| 1974-75   | 30   | Washington Bullets     | NBA   | 73  |     | 19.5 | 2.8 | 5.5  | .518 |     |     |      | 1.4 | 1.9 | .725 | 0.5   | 1.4    | 1.9 | 2.2  | 1.0 | 0.1 |     | 2.6 | 7.1  |
| 1975-76   | 31   | Washington Bullets     | NBA   | 64  |     | 17.7 | 2.4 | 4.8  | .497 |     |     |      | 1.1 | 1.5 | .766 | 0.5   | 1.5    | 2.0 | 1.9  | 0.5 | 0.1 |     | 2.0 | 5.9  |
| 1976-77   | 32   | Washington Bullets     | NBA   | 3   |     | 11.0 | 0.7 | 3.0  | .222 |     |     |      | 0.7 | 1.3 | .500 | 0.3   | 1.0    | 1.3 | 0.3  | 0.7 | 0.0 |     | 1.3 | 2.0  |
| Total     |      |                        | TOTAL | 686 |     | 34.2 | 6.3 | 12.4 | .509 | 0.0 | 0.1 | .250 | 3.9 | 5.0 | .785 | 1.1   | 3.0    | 4.3 | 4.5  | 1.2 | 0.2 | 3.3 | 2.9 | 16.6 |
|           |      |                        | ABA   | 546 |     | 38.2 | 7.3 | 14.3 | .510 | 0.0 | 0.1 | .250 | 4.6 | 5.8 | .789 | 1.3   | 3.4    | 4.9 | 5.1  | 1.9 | 0.4 | 3.3 | 3.1 | 19.2 |
|           |      |                        | NBA   | 140 |     | 18.5 | 2.6 | 5.1  | .505 |     |     |      | 1.3 | 1.7 | .738 | 0.5   | 1.5    | 1.9 | 2.0  | 0.8 | 0.1 |     | 2.3 | 6.4  |

### Playoffs
| Temporada | Edad | Equipo                 | Liga  | P  | MIN  | TCA | TC   | 3PA | 3P | TLA | TL  | R.OF. | REB | ASIS | ROB | TAP | PER | FP  | PTS  | %TC  | %3P  | %FT  | MIN  | PTS  | REB | AST |
| 1967-68   | 23   | New Orleans Buccaneers | ABA   | 17 | 785  | 144 | 315  | 0   | 1  | 87  | 118 |       | 117 | 56   |     |     | 41  | 56  | 375  | .457 | .000 | .737 | 46.2 | 22.1 | 6.9 | 3.3 |
| 1968-69   | 24   | New Orleans Buccaneers | ABA   | 11 | 445  | 123 | 223  | 0   | 4  | 86  | 113 |       | 58  | 59   |     |     | 35  | 35  | 332  | .552 | .000 | .761 | 40.5 | 30.2 | 5.3 | 5.4 |
| 1970-71   | 26   | Memphis Pros           | ABA   | 4  | 130  | 24  | 48   | 0   | 0  | 17  | 25  | 5     | 24  | 15   |     |     | 17  | 16  | 65   | .500 |      | .680 | 32.5 | 16.3 | 6.0 | 3.8 |
| 1971-72   | 27   | Utah Stars             | ABA   | 11 | 435  | 93  | 172  | 0   | 0  | 45  | 63  |       | 44  | 69   |     |     | 37  | 40  | 231  | .541 |      | .714 | 39.5 | 21.0 | 4.0 | 6.3 |
| 1972-73   | 28   | Utah Stars             | ABA   | 10 | 316  | 64  | 130  | 0   | 0  | 35  | 44  | 16    | 41  | 43   |     |     | 26  | 37  | 163  | .492 |      | .795 | 31.6 | 16.3 | 4.1 | 4.3 |
| 1973-74   | 29   | Utah Stars             | ABA   | 18 | 742  | 154 | 267  | 0   | 2  | 66  | 85  | 30    | 87  | 98   | 27  | 5   | 49  | 60  | 374  | .577 | .000 | .776 | 41.2 | 20.8 | 4.8 | 5.4 |
| 1974-75   | 30   | Washington Bullets     | NBA   | 11 | 206  | 29  | 64   |     |    | 10  | 11  | 5     | 22  | 21   | 16  | 1   |     | 21  | 68   | .453 |      | .909 | 18.7 | 6.2  | 2.0 | 1.9 |
| 1975-76   | 31   | Washington Bullets     | NBA   | 7  | 165  | 22  | 45   |     |    | 18  | 21  | 2     | 17  | 10   | 10  | 0   |     | 15  | 62   | .489 |      | .857 | 23.6 | 8.9  | 2.4 | 1.4 |
| Total     |      |                        | TOTAL | 89 | 3224 | 653 | 1264 | 0   | 7  | 364 | 480 | 58    | 410 | 371  | 53  | 6   | 205 | 280 | 1670 | .517 | .000 | .758 | 36.2 | 18.8 | 4.6 | 4.2 |
|           |      |                        | ABA   | 71 | 2853 | 602 | 1155 | 0   | 7  | 336 | 448 | 51    | 371 | 340  | 27  | 5   | 205 | 244 | 1540 | .521 | .000 | .750 | 40.2 | 21.7 | 5.2 | 4.8 |
|           |      |                        | NBA   | 18 | 371  | 51  | 109  |     |    | 28  | 32  | 7     | 39  | 31   | 26  | 1   |     | 36  | 130  | .468 |      | .875 | 20.6 | 7.2  | 2.2 | 1.7 |